# Polystoechotites barksdalae
Polystoechotites barksdalae  (лат.) — ископаемый вид сетчатокрылых насекомых рода Polystoechotites  из семейства Ithonidae (ранее в Polystoechotidae). Обнаружен в эоценовых отложениях США (Republic, Klondike Mountain Formation, Okanagan Highlands, штат Вашингтон, США, около 50 млн лет).
Размер заднего крыла — 44,2×14,0 мм.
Вид Polystoechotites barksdalae был впервые описан в 2006 году американским палеоэнтомологом С. Б. Арчибальдом (S. B. Archibald; Department of Organismic and Evolutionary Biology, Harvard University, Museum of Comparative Zoology, Cambridge, США) и российским энтомологом В. Н. Макаркиным (Биолого-почвенный институт ДВО РАН, Владивосток, Россия) вместе с таксонами Palaeopsychops quadratus, Palaeopsychops setosus, Palaeopsychops marringerae, Palaeopsychops timmi, Polystoechotites lewisi, Polystoechotites falcatus и другими новыми ископаемыми видами. Видовое название P. barksdalae дано в честь коллектора типового экземпляра Лизы Барксдейл (Lisa Barksdale) за её вклад в палеоэнтомологию.
Таксон Polystoechotites barksdalae включён в состав рода Polystoechotites. Сестринские таксоны: P. falcatus, P. lewisi, P. piperatus.